# Казак, Николай Станиславович
Николай Станиславович Казак (бел. Мікалай Станіслававіч Казак; род. 29 октября 1945, Дещенка, Минская область) — советский и белорусский физик, академик Национальной академии наук Беларуси (2003; член-корреспондент с 2000). Доктор физико-математических наук (1993), профессор (2023). Заслуженный деятель науки Республики Беларусь (2020).

## Биография
Николай Станиславович родился в деревне Дещенка (Узденский район, Минская область) в крестьянской семье. После окончания школы, в 1961 году поступил на физический факультет БГУ.
С 1966 года работал в Институте физики АН БССР, в 1975 году защитил кандидатскую диссертацию. В 1976 году возглавил кафедру в Гомельского государственного университета, однако через год вернулся в Институт физики, где вскоре (в 1979 году) был назначен на должность учёного секретаря. В 1988 году стал заместителем директора по научной работе, в 1998—2005 годах возглавлял Институт физики, в 2014—2019 годах работал исполняющим обязанности директора института. В 2002-2005 годах одновременно являлся академиком-секретарём Отделения физики, математики и информатики НАН Беларуси, в 2005-2008 годах — Главным учёным секретарём НАН Беларуси. С 2004 года также возглавлял Международную научную лабораторию оптической диагностики Фраунгофера—Степанова. В 2019—2023 годах занимал пост генерального директора Государственного научно-производственного объединения «Оптика, оптоэлектроника и лазерная техника».
В сентябре 2008—2012 годах избирался депутатом Палаты представителей Национального собрания Республики Беларусь, являлся заместителем председателя Постоянной комиссии Палаты представителей Национального собрания Республики Беларусь по образованию, культуре, науке и научно-техническому прогрессу.

## Научная деятельность
Научные работы Н. С. Казака посвящены кристаллооптике, нелинейной оптике, лазерной физике. Внес вклад в изучение и повышение эффективности процессов перестройки частоты лазерного излучения в кристаллах, создал мощные лазерные источники излучения в области 220—400 нм с плавно перестраиваемой частотой (Премия Ленинского комсомола БССР).
Казак предсказал нелинейно-оптический эффект генерации переменного электрического поля. Для управления спектральными, временными и пространственными параметрами излучения сложных лазерных систем им был реализован так называемый метод «нелинейного зеркала», был разработан ряд нелинейно-оптических методов определения параметров излучения и вещества, а также метод пассивной абсорбционной спектроскопии, были предложены схемы ИК-спектрометров на основе внутрирезонаторной ап-конверсии. Ряд работ посвящён изучению распространения света и ультразвука вблизи особых направлений в кристалле, созданы способы управления пространственными параметрами этих пучков.
Н. С. Казак исследовал особенности нелинейно-оптического преобразования частоты бесселевых световых пучков. Им была показана возможность рождения и аннигиляции оптических вихрей при нелинейно-частотном преобразовании этих пучков.
Н. С. Казаком предсказан и экспериментально реализован новый тип фазового синхронизма (полный конический синхронизм) для генерации второй гармоники векторных бесселевых пучков в одноосных кристаллах. Реализован метод формирования бесселевых пучков высших порядков и пучков с дислокацией волнового фронта с использованием двуосных кристаллов. Предсказан и исследован новый тип квазибездифракционных поверхностных плазмон-поляритонов в многослойных металлодиэлектрических структурах. Исследована пространственная динамика спин-орбитального преобразования углового момента бесселевых световых пучков в кристаллах. Под руководством и при непосредственном участии Н. С. Казака на основе бесселевых пучков разработан и создан ряд новых интерферометрических, спеклометри ческих и томографических методов и устройств оптической диагностики и неразрушающего контроля различных объектов и материалов. На этой основе создан ряд компактных профилометров, отличающихся высокой виброустойчивостью, что важно для их применений в условиях промышленного производства. Кроме того, разработаны принципиально новые методы оптического неразрушающего контроля, которые позволяют осуществлять оперативную диагностику качества сильно рассеивающих материалов (например, обнаруживать трещины, поры и другие дефекты в керамиках). Созданы уникальные оптические зонды и бесселевы лазерные пинцеты для манипуляции микро- и наночастицами, которые перспективны в нанотехнологиях и для разработки новых материалов, предложен новый оптический метод измерения и диагностики механических и теплофизических свойств металлических изделий, таких как твердость, усталость и теплопроводность.
В последние годы под руководством Н. С. Казака выполнены фундаментальные исследования в рамках бурно развивающегося междисциплинарного направления — оптические метаматериалы. На основе гиперболических метаматериалов предложены и реализованы новые конфигурации плоских линз c субволновым разрешением (так называемые суперлинзы) ближнего и дальнего поля. Н. С. Казаком продолжено изучение новых типов квазибездифракционных полей, представляющих значительный интерес для оптической связи в свободном пространстве, манипулирования микро- и наночастицами, в фотолитографии и т. д. За достижения при их исследовании в 2018 г. Н. С. Казаку присвоено звание «Ученый года НАН Беларуси-2018».
Под его руководством защищено 5 кандидатских и 1 докторская диссертации.
Автор более 260 научных статей и 80 изобретений.

### Избранные труды
- Бокуть Б.В., Казак Н.С., Мащенко А.Г., Мостовников В.А., Рубинов А.Н. Генерация мощного излучения с перестройкой спектра в области 280—385 нм // Письма в ЖЭТФ. — 1972. — Т. 15, № 1. — С. 26-30.
- Белый В.Н., Казак Н.С., Курилкина С.Н., Хило Н.А. Воздействие электрического поля на фокусировку света в окрестности оптических осей двуосных гиротропных кристаллов // Оптика и спектроскопия. — 1997. — Т. 83, № 3. — С. 393-395.
- Белый В.Н., Казак Н.С., Хило Н.А. Преобразование частоты бесселевых световых пучков нелинейными кристаллами // Квантовая электроника. — 2000. — Т. 30, № 9. — С. 753-766.
- Kurilkina S.N., Binhussain M.A., Belyi V.N., Kazak N.S. Features of hyperbolic metamaterials with extremal optical characteristics // Journal of Optics. — 2016. — Vol. 18, № 8. — P. 085102. — doi:10.1088/2040-8978/18/8/085102.
- Khilo N.A., Belyi V.N., Khilo P.A., Kazak N.S. Low-frequency acousto-optic backscattering of Bessel light beams // Optics Communications. — 2018. — Vol. 415. — P. 6-12. — doi:10.1016/j.optcom.2018.01.024.

## Награды
- Премия Ленинского комсомола БССР (1978)
- Государственная премия Республики Беларусь (2000)[1]
- Орден Франциска Скорины (2002)
- Орден Почёта (2012)[2]
- Золотая медаль НАН Беларуси «За большой вклад в развитие науки» (2015)
- Ученый года НАН Беларуси (2018)
- Заслуженный деятель науки Республики Беларусь (2020)
- Серебряная медаль НАН Беларуси «За достижения в науке» (2023)
- Полный кавалер медалей НАН Беларуси (2023)